# Jay Karnes
Jay Karnes (Omaha, 27 giugno 1963) è un attore statunitense, conosciuto per il ruolo del detective Holland "Dutch" Wagenbach in The Shield.

## Biografia
Nasce a Omaha nel Nebraska, studia all'Università del Kansas.
Partecipa a diversi spettacoli al teatro regionale.
Nel 1998 inizia a lavorare per il piccolo schermo, partecipando ad un episodio di Jarod il camaleonte.
Inizia a comparire in diverse serie come: Chicago Hope, Star Trek: Voyager, Ally McBeal, Giudice Amy, Numb3rs, Law & Order: Los Angeles, CSI - Scena del crimine, Criminal Minds, Burn Notice.
Dal 2002 al 2008 partecipa alla serie televisiva The Shield, nel ruolo del Detective Holland "Dutch" Wagenbach.
Nel 2008 partecipa alla nuova serie Sons of Anarchy, trasmessa da FX, nel ruolo dell'agente Josh Kohn.

## Vita privata
Jay Karnes è sposato con l'attrice Julia Campbell, con la quale ha due gemelli, un maschio e una femmina.

## Filmografia

### Cinema
- The Joyriders, regia di Bradley Battersby (1999)
- Sai che c'è di nuovo? (The Next Best Thing), regia di John Schlesinger (2000)
- Broken Angel, regia di Aclan Bates (2008)
- Chasing 3000, regia di Gregory J. Lanesey (2010)
- Leonie, regia di Hisako Matsui (2010)
- Setup, regia di Mike Gunther (2011)
- Jayhawkers, regia di Kevin Willmott (2014)
- Headlock, regia di Mark Polish (2015)
- Somnia (Before I Wake), regia di Mike Flanagan (2016)

### Televisione
- Jarod il camaleonte (The Pretender) - serie TV, 1 episodio (1998)
- Dalla Terra alla Luna (From the Earth to the Moon) - miniserie TV, 1 episodio (1998)
- Chicago Hope - serie TV, 1 episodio (1998)
- Star Trek: Voyager – serie TV, episodio 5x24 (1999)
- Pensacola - Squadra speciale Top Gun (Pensacola: Wings of Gold) - serie TV, 1 episodio (1999)
- Giudice Amy (Judging Amy) - serie TV, 3 episodi (1999-2005)
- The Strip - serie TV, 1 episodio (1999)
- Ally McBeal - serie TV, 1 episodio (2000)
- Nash Bridges - serie TV, 1 episodio (2000)
- Frasier - serie TV, 1 episodio (2001)
- The Shield - serie TV, 89 episodi (2002-2008)
- Cold Case - Delitti irrisolti (Cold Case) - serie TV, 1 episodio (2004)
- Numb3rs - serie TV, 1 episodio (2005)
- Sons of Anarchy - serie TV, 7 episodi (2008)
- CSI - Scena del crimine (CSI: Crime Scene Investigation) - serie TV, 2 episodi (2008-2011)
- Dr. House - Medical Division (House, M.D.) - serie TV, episodio 5x17 (2009)
- Brothers & Sisters - Segreti di famiglia (Brothers & Sisters) - serie TV, 4 episodi (2010)
- Law & Order: Los Angeles - serie TV, 1 episodio (2010)
- Burn Notice - Duro a morire (Burn Notice) - serie TV, 4 episodi (2009-2010)
- V - serie TV, 4 episodi (2011)
- The Glades - serie TV, 1 episodio (2011)
- The Protector - serie TV, 1 episodio (2011)
- Body of Proof - serie TV, 1 episodio (2011)
- CSI: Miami - serie TV, 1 episodio (2011)
- Hide, regia di John Gray - film TV (2011)
- Criminal Minds - serie TV, 1 episodio (2012)
- Last Resort - serie TV, 7 episodi (2012)
- Law & Order: Unità vittime speciali (Law & Order: Special Victims Unit) - serie TV, 1 episodio (2013)
- Scandal - serie TV 1 episodio (2013)
- Graceland - serie TV, 1 episodio (2013)
- Grimm - serie TV, 1 episodio (2013)
- Chicago P.D. - serie TV, 2 episodi (2014-2018)
- Gang Related - serie TV, 10 episodi (2014)
- Stalker - serie TV, 1 episodio (2014)
- The Crossing - serie TV, 12 episodi (2018)
- Star Trek: Picard – serie TV, episodio 2x07 (2022)

## Doppiatori italiani
Nelle versioni in italiano delle opere in cui ha recitato, Jay Karnes è stato doppiato da:
- Gianni Bersanetti in The Shield, Law & Order: Los Angeles, Criminal Minds, Law & Order - Unità vittime speciali, Chicago P.D. (ep. 1x12)
- Vittorio Guerrieri in Cold Case - Delitti irrisolti, Numb3rs, 12 Monkeys
- Enrico Di Troia in Star Trek: Voyager, Sons of Anarchy
- Roberto Certomà in CSI - Scena del crimine (ep. 8x17), Setup
- Massimo Rossi in Dr. House - Medical Division, FBI: Most Wanted
- Sandro Acerbo in The Glades, Last Resort
- Roberto Chevalier in Gang Related, Tyrant
- Natale Ciravolo in Ally McBeal
- Sergio Lucchetti in Burn Notice - Duro a morire
- Antonio Palumbo in Body of Proof
- Saverio Indrio in CSI: Miami
- Vladimiro Conti in CSI - Scena del crimine (ep. 11x22)
- Alberto Sette in Scandal
- Stefano Benassi in Stalker
- Antonio Sanna in Somnia
- Paolo Maria Scalondro in The Crossing
- Carlo Scipioni in Magnum P.I.
- Alberto Bognanni in Star Trek: Picard
- Massimo De Ambrosis in The Night Agent